# イオン品川シーサイドショッピングセンター
イオン品川シーサイドショッピングセンター（イオンしながわシーサイドショッピングセンター）は、東京都品川区東品川にあるイオンリテール株式会社が開発・運営を行っているショッピングセンター。イオンスタイル品川シーサイド（旧名称：イオン品川シーサイド店・ジャスコ品川シーサイド店）を核に約60の専門店が並ぶ。

## 特徴
日本専売公社（現・日本たばこ産業）の品川工場跡地の再開発事業である「品川区東品川4丁目第1地区第1種市街地再開発事業」として事業が進められた品川シーサイドフォレスト内に位置する。
その為、この再開発計画への参画を前提に予定地の一角を利用して1996年（平成8年）11月28日に開業したダイエーの会員制ディスカウント店「コウズ品川店」は1998年（平成10年）9月27日に閉店して撤退することになった。
ダイエーの再開発事業参画断念後に当地区内の商業施設には複数のスーパーが当地区への出店を希望したが、その中からジャスコ(現在のイオン)が日本たばこ産業によって選ばれ、2002年（平成14年）9月30日に商業・ビジネス複合施設「品川シーサイドフォレスト」の第1期が竣工して同年10月17日にイオン品川シーサイドショッピングセンターが開業することになった。
地上8階地下2階建て。4階以上は駐車場になっている。地下の駐車場は2009年4月以降使用できない。
毎日、10時台から19時台まで港区港南方面に無料送迎バスを運行している。(当初は八潮経由大田区大森方面にも運行していた。)

## 周辺施設
- 東京臨海高速鉄道りんかい線 品川シーサイド駅（イオン開業からから約1か月半後の2002年12月1日に開業）
- 海岸通り、旧海岸通り
- 品川区立東海中学校
- 東京都立八潮高等学校
- 京浜運河
- 東京モノレール羽田空港線（駅はない）
- 首都高速1号羽田線、大井JCT
- 産業技術大学院大学
- 東京都立産業技術高等専門学校